# Vidova
Vidova (ćir.: Видова) je naselje u središnjoj Srbiji, u Srbiji, u sastavu općine Čačak.

## Stanovništvo
Prema popisu stanovništva iz 2002. godine u naselju Vidova živi 156 stanovnika, od čega 132 punoljetna stanovnika s prosječnom starosti od 44,6 godina (42,7 kod muškaraca i 46,6 kod žena). U naselju ima 53 domaćinstava, a prosječan broj članova po domaćinstvu je 2,94.
Prema popisu iz 1991. godine u naselju je živjelo 190 stanovnika.
| Etnički sastav 2002. |            |        |
| Narod                | Stanovnika | %      |
| Srbi                 | 144        | 92,30% |
| Crnogorci            | 10         | 6,41%  |
| nepoznato            | 2          | 1,28%  |

| broj stanovnika | 280   | 284   | 271   | 249   | 217   | 190   | 156   |
|                 | 1948. | 1953. | 1961. | 1971. | 1981. | 1991. | 2002. |

## Poznate osobe
- Irinej (patrijarh srpski)

## Vanjske poveznice
- Karte, udaljenosti i vremenska prognoza
- Google Satelitska snimka (Maplandia)